# Quantel-Cosworth
Quantel-Cosworth is een Brits historisch merk van motorfietsen. Het bouwde slechts twee motorfietsen die bestemd waren voor de Battle of the Twins-races. Het was een privé-project van Bob Graves, die in 1984 directeur van motorenfabrikant Cosworth werd.

## Voorgeschiedenis

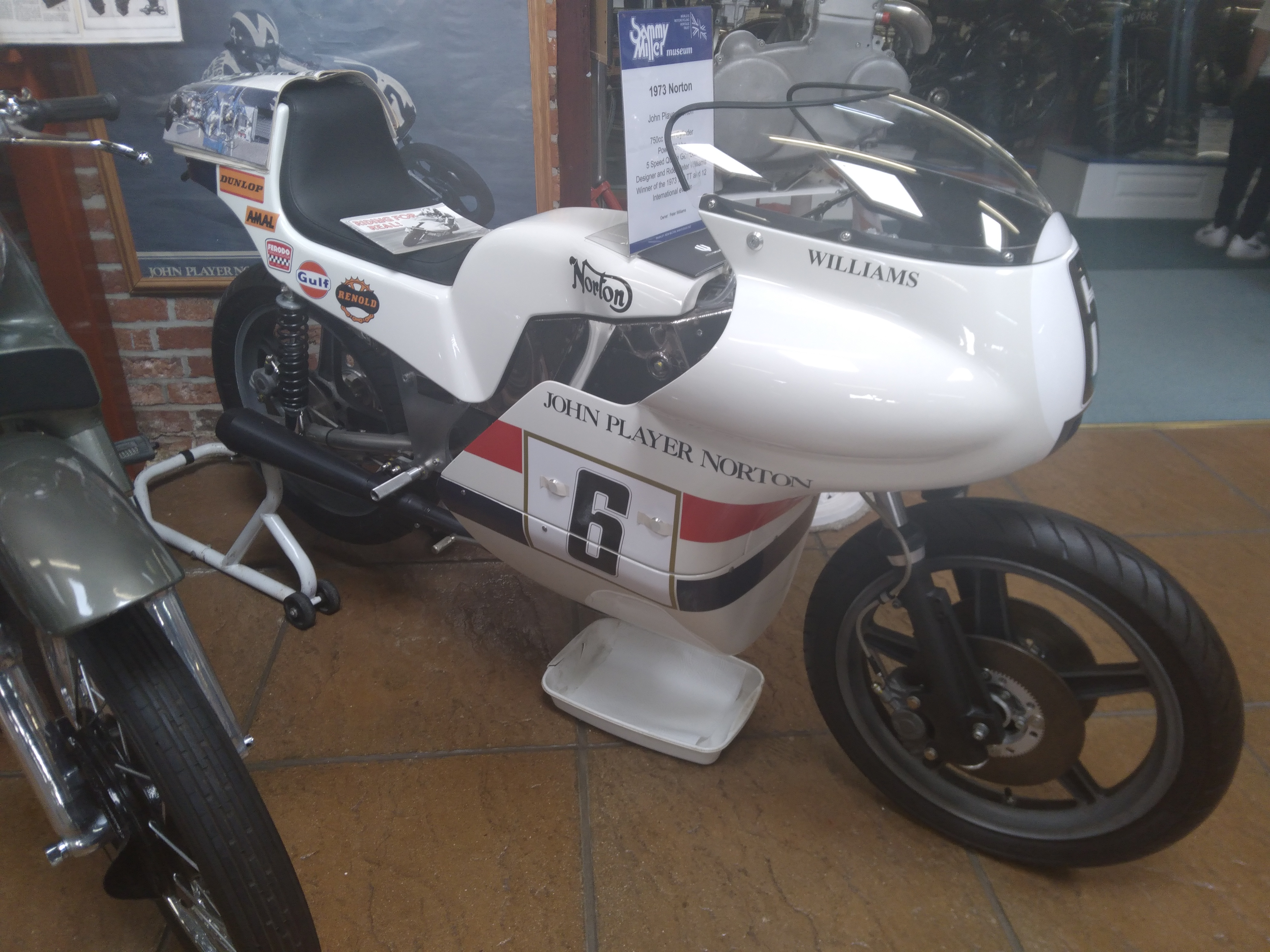
Norton Challenge P86 van Peter Williams in het Sammy Miller Motorcycle Museum

De Quantel-Cosworth vond zijn oorsprong in de Norton Challenge P86. Deze machine was ontwikkeld voor Norton, dat begin jaren zeventig al grote financiële problemen had en was overgenomen door Dennis Poore, die ook eigenaar was van Villiers en Triumph, waardoor zijn bedrijf de naam NVT (Norton-Villiers-Triump) kreeg. Na mislukte projecten als de John Player Norton, die nog gebaseerd was op de Norton Commando, had Poore behoefte aan een nieuwe motorfiets voor de Formule 750 en de Daytona 200, maar geen geld voor de ontwikkeling. Daarom liet hij het motorblok ontwikkelen door Cosworth met het idee twee van de acht cilinders van de 3.000cc-Cosworth DFV-Formule 1-motor te gebruiken. De motor werd ontwikkeld door Keith Duckworth maar werd geen succes. Coureur Dave Croxford kon er nooit de rondetijden mee rijden die hij met de John Player Norton gerealiseerd had. Toen NVT in 1977 failliet ging werden de resterende Challenge P86's verkocht, maar twee motorblokken bleven in de Cosworth-fabriek achter.

## Quantel-Cosworth
In 1980 werd Cosworth overgenomen door United Engineering Industries en Bob Graves werd aangesteld als nieuwe directeur. Hij was een van de oprichters van Quantel, een bedrijf dat digitale productiemiddelen voor televisie-, film- en videoproducenten maakte. Graves deed ook aan Formule 3-racen, Air racing en motorraces. Graves werd door Duckworth door de Cosworth-fabriek geleid en zag daar een aantal Cosworth-tweecilinders liggen. Duckworth gaf hem toestemming twee van de blokken mee te nemen op voorwaarde dat hij voor de ontwikkeling van de motoren geen ondersteuning van Cosworth zou krijgen. Graves wilde de blokken gebruiken om een Battle of the Twins-racer te bouwen en vroeg oud Formule 1- en wegrace-kampioen John Surtees om hulp. Surtees trad op als technisch adviseur, teammanager en af en toe ook als tuner. 

### Exactweld en Ilmor Engineering
Voor de bouw van de subframes (de Norton Challenge had immers een dragend motorblok) benaderde Surtees de firma Exactweld. De eigenaars Guy Pearson en John Baldwin hadden al gewerkt aan de monocoque-chassis voor de Formule 1- en Formule 2-auto's van het Team Surtees. Exactweld had ook ervaring met het lassen van motorfietsframes; in 1984 werd Gary Noel Europees kampioen met een 250cc-Exactweld-Yamaha. Exactweld creëerde een driehoekig duraluminium-subframe voor de voorkant met het balhoofd geïntegreerd. Het geheel zat vastgeschroefd aan de achterkant van de cilinderkop. Achter bouwde men een eveneens driehoekig subframe met een monovering-swingarm met een White Power-schokdemper die horizontaal lag en tussen de carburateurs tegen het cilinderblok was afgesteund. De swingarm scharnierde in de versnellingsbak om een gelijkmatige kettingspanning te verkrijgen. 
Hoewel Duckworth toch steun aanbood bij de ontwikkeling van de motor, besloot Graves Ilmor Engineering in de arm te nemen. Ilmor bracht de cilinderinhoud op 825 cc door de boring te vergroten van 85,67 mm tot 90 mm. Verder opboren was niet mogelijk vanwege de koelmantel rond de cilinders. Ilmor wijzigde ook de krukas, de cilinderkop, de primaire aandrijving en de versnellingsbak.

### Battle of the Twins
De motorfiets werd in het najaar van 1985 verder ontwikkeld in Britse clubmanraces en in 1986 ingezet in de AMA-Daytona-BOTT-race. De Australiër Gary Flood werd als monteur ingevlogen en de machine werd gereden door de Australiër Paul Lewis. De machine had intussen hoge compressie-zuigers die voor een compressieverhouding van 11,7:1 zorgden en twee Amal Mk2 Concentric-carburateurs met losse vlotterkamers en een Motoplat-elektronische ontsteking. Lewis eindigde als tweede achter de Ducati van Marco Lucchinelli. In 1987 had de Quantel-Cosworth eindelijk een Motec-elektronische brandstofinjectie, maar de Australiër Rob Phillis viel tijdens de BOTT-race in Daytona uit. In 1988 kreeg de machine een door Cosworth ontwikkelde mechanische brandstofinjectie. Graves vroeg Surtees om een geschikte Britse rijder te contracteren en dat werd Roger Marshall. Hij won in Daytona en later ook in Spa-Francorchamps en Assen. Hierna beëindigde Bob Graves het project, dat als doel had gehad races te winnen maar dat hem ook 100.000 pond van zijn eigen geld had gekost. 